# Frédéric Trescases (polític)
Frédéric Trescases   (Argelers, 8 de juny de 1885 - Argelers, 3 de desembre de 1961) va ser un polític francès. Després de ser regidor municipal, va ser primer diputat l'any 1919 abans d'esdevenir alcalde de la seva ciutat natal l'any 1922. L'any 1925 va ser conseller del departament d'Arrèston-3 7. Després de l'Alliberament de França, va tornar al consell municipal abans de tornar a ser alcalde fins al 1947, quan no es va presentar a la reelecció.

## Biografia
Fill d'un venedor de llimonades, estava casat amb Lucie Louise Siné (nascuda el 26 d'octubre de 1897 i morta el 21 de juny de 1937 a la mateixa ciutat), sense professió. És pare de dos nens, Frédéric Trescases i Francis Trescases, dos famosos jugadors de rugbi. El primer (1921-2014) va ser campió de França, tant al 15 com al 13 mentre que el segon, (1923-2011) jugar a la dècada de 1940 a Perpinyà als Unió Esportiva Arlequins de Perpinyà, i va guanyar notablement la Copa Frantz-Reichel el 1943.
Del 1919 al 1953, Frédéric Trescases va ser una figura del Partit Socialista SFIO d'Argelers. Nomenat regidor municipal el 30 de novembre de 1919, va ser ascendit a primer tinent d'alcalde de la comuna el 10 de desembre del mateix any, abans de ser elegit alcalde el 15 de gener de 1922. Va reprendre el seu càrrec d'alcalde en les dates següents: 17 de maig de 1925, 19 de maig de 1929 i 19 de maig de 1929, va crear Arès-sur-1935. Celler cooperativa Mer, de la qual va ser president.
Va ser alcalde l'any 1929, quan es va establir el camp de concentració d'Argelers. Va fer campanya activa contra els camps.
Frédéric Trescases també va exercir com a regidor de districte a Ceret. Es presentà a les eleccions del 19 de juliol de 1925 al Cantó d'Argelers i fou elegit en primera volta amb 2.037 vots (d'un total de 5.951 empadronats). Es tornà a presentar com a candidat el 18 d'octubre de 1931, al mateix cantó d'Argelers, i fou reelegit amb 1.953 vots.
Frédéric Trescases, que donava suport a Jean Payra, va ser en diverses ocasions el secretari de la branca local de la Secció Francesa de la Internacional Obrera. Nomenat membre de la comissió administrativa de la SFIO dels Pirineus Orientals al congrés federal del 24 de maig de 1924, continuà sent membre d'aquest òrgan de govern l'any 1926. En la seva reunió del 2 de juny de 1929, el comitè federal de la SFIO dels Pirineus Orientals el nomenà com a membre de la comissió de conflictes departamentals.
Durant l'ocupació alemanya, Frédéric Trescases es va unir a les accions dels Moviments de Resistència Units. Va ser nomenat delegat d'aquesta organització al Comitè d'Alliberament local d'Argelers i va assumir la presidència de la comissió municipal. En aquest context, el 31 d'agost de 1944 va reunir l'ampliat Comitè d'Alliberament local, que esdevingué un ajuntament provisional. Va exercir temporalment com a alcalde d'Argelès-sur-Mer fins a la renovació general dels ajuntaments el maig de 1945. Després de les eleccions, va ser reelegit com a conseller municipal, però no va recuperar el càrrec d'alcalde.
Frédéric Trescases va tornar al seu càrrec d'alcalde d'Argelers només després de les eleccions d'octubre de 1947. A les eleccions de maig de 1953, no es va tornar a presentar com a candidat i es va retirar de la política activa.